# Sombre Désir
Sombre Désir (Oscuro deseo) est une série télévisée de thriller dramatique mexicaine, créé par Leticia López Margalli et diffusée au niveau mondial entre le 15 juillet 2020 et le 2 février 2022 sur Netflix.

## Synopsis
Alma, une professeure de droit mariée à un juge dont elle est persuadée qu'elle le trompe, cède à la tentation dans les bras de Dario, un jeune inconnu, à l'occasion d'un week-end d'escapade avec Brenda, une amie de longue date. Mais l'histoire vire rapidement au drame quand Brenda est retrouvée morte peu après, que Dario s'immisce dans sa vie et qu'elle lutte contre son attirance pour le jeune homme qui pourrait être lié à un vieux secret.

## Distribution

### Acteurs principaux
- Maite Perroni (VF : Anouck Hautbois) : Alma Solares puis Alma Quintana (saison 2)
- Erik Hayser (VF : Boris Rehlinger) : Esteban Solares
- Alejandro Speitzer (VF : Clément Moreau) : Darío Guerra
- Regina Pavón (VF : Sara Chambin) : Zoé Solares
- Jorge Poza (VF : Julien Allouf) : Leonardo Solares
- Catherine Siachoque (VF : Caroline Mozzone) : Lys Antoine (saison 2)
- Arturo Barba (VF : Nessym Guetat) : Iñigo Lazcano
- Ariana Saavedra (VF : Laure Filiu) : Julieta Lazcano

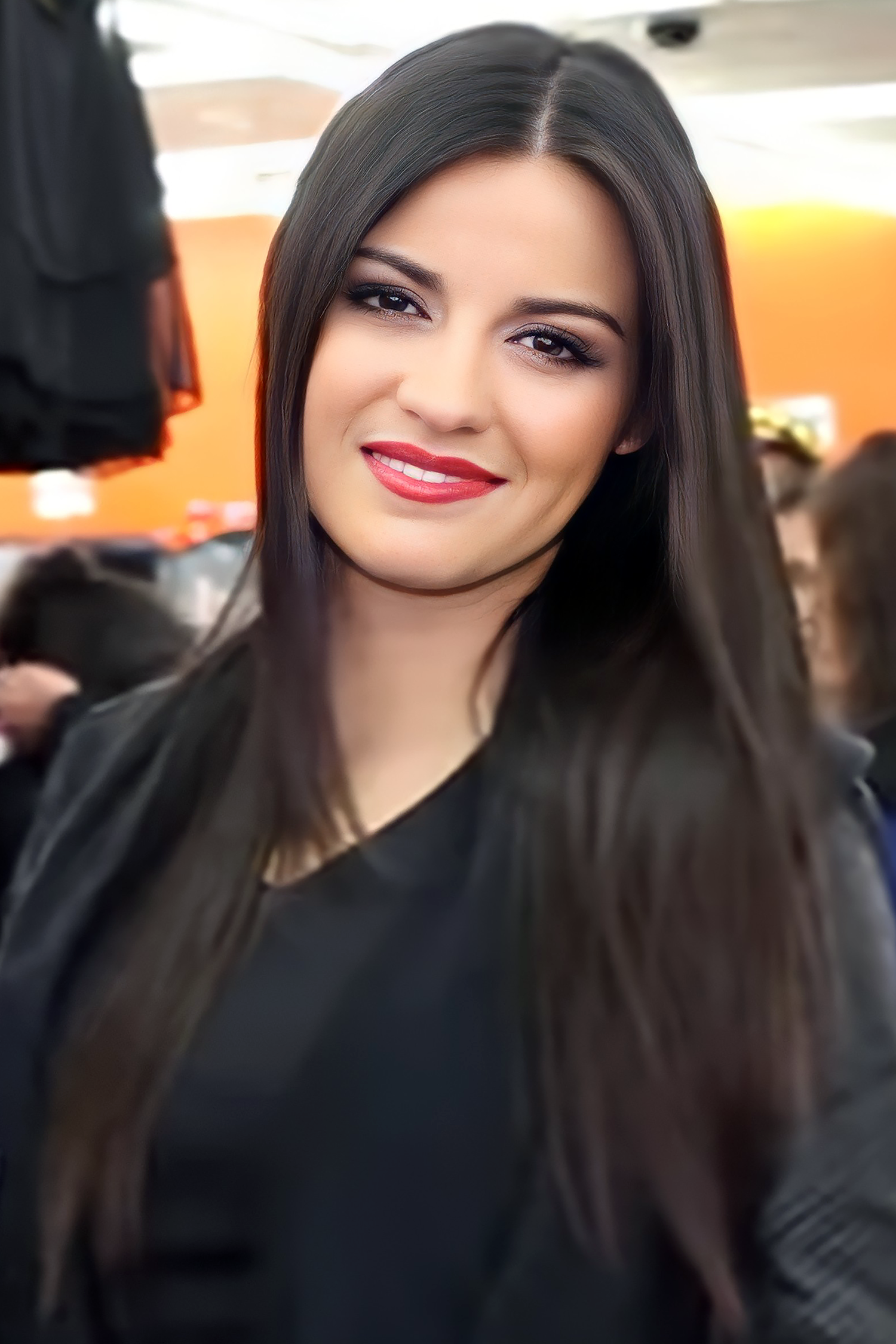
Maite Perroni interprète de Alma Solares
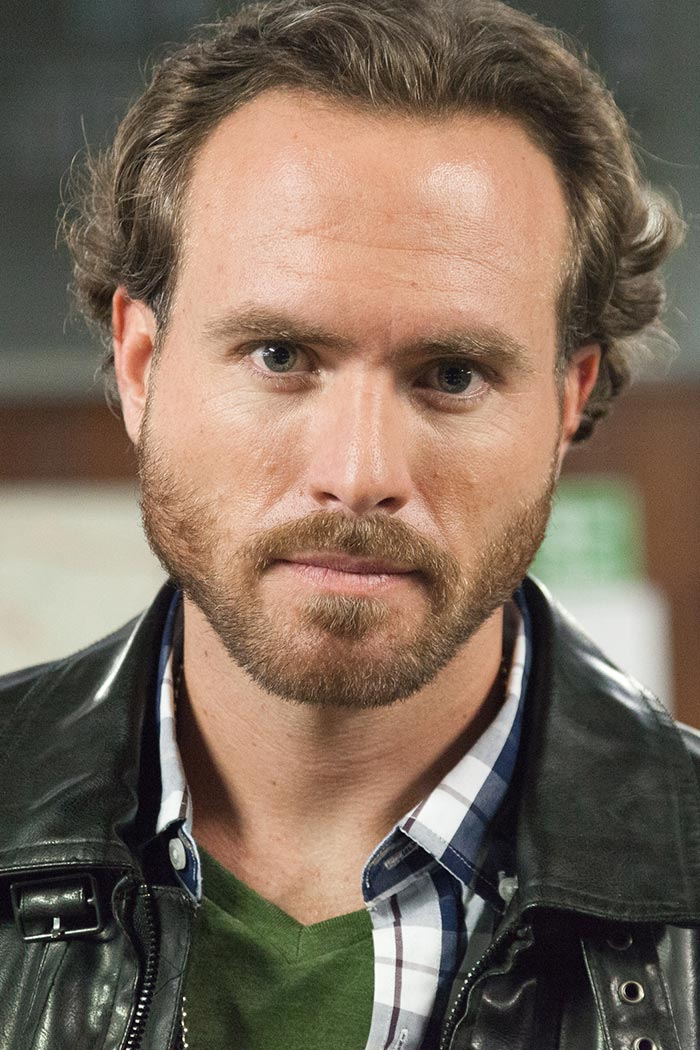
Erik Hayser interprète de Esteban Solares
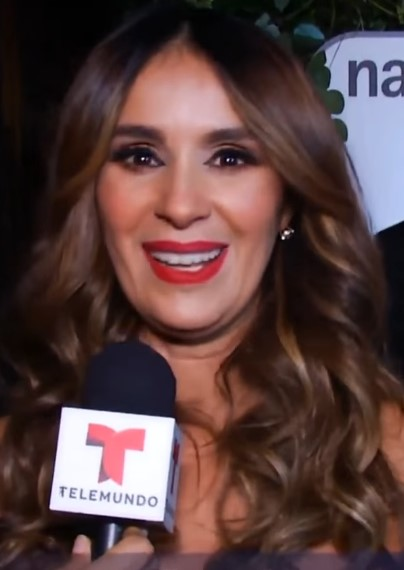
Catherine Siachoque interprète de Lys Antoine

### Anciens acteurs principaux
- María Fernanda Yepes (VF : Audrey Sourdive) : Brenda Castillo (saison 1)
- Paulina Matos (VF : Emma Jeane) : Edith Ballesteros

### Acteurs récurrents et invités
Introduits dans la saison 1
- Esteban Soberanes (VF : Maxime Hoareau) : Inspecteur Vellejo
- Magali Boyselle (VF : Alexia Lunel) : Psychologue
- Claudia Pineda (VF : Julia Chiche) : Patricia García
- Samantha Orozco (VF : Clotilde Verry) : Rosalba
- Maria de Villa (VF : Isabelle Volpe) : Karina
- Leticia Huijara (VF : Sylvie Ferrari) : Lucinda
- Eligio Melendez : Padrinho

Introduits dans la saison 2
- Mahoalli Nassourou (VF : Charlotte Correa) : Eugenia Montaño
- Magali Boyselle (VF : Alexia Lunel) : Mónica
- Pablo Astiazarán (VF : Adrien Larmande) : Jiménez
- Jason Romo (VF : Aurélien Raynal) : Mauricio

## Production

### Développement
En raison de son thème, la série a été comparée au film polonais 365 jours, et est rapidement devenue l'une des émissions les plus regardées sur Netflix.
La plupart des téléspectateurs de Sombre désir se sont tournés vers les médias sociaux pour faire l'éloge de la série et de son casting. Certains ont commenté que la série marquait "l'avant et l'après" de la carrière de Maite Perroni, qui est devenue mondialement connue pour avoir joué la naïve Lupita dans Rebelde.
La série a battu des records sur la plateforme et est entrée dans la liste des séries les plus vues dans 60 pays une semaine seulement après sa sortie, le précédent record étant Control Z, qui a mis un mois pour entrer dans la liste des séries les plus vues dans 64 pays. Sombre désir a été regardé par 35 millions de comptes dans le monde au cours de ses 28 premiers jours, et est devenu la première saison non anglophone la plus populaire et s'est classé dans le Top 10 dans 77 pays.
Le 19 août 2020, la série a été renouvelée pour une deuxième saison, dont la première aura lieu le 2 février 2022.

### Fiche technique
Sauf indication contraire, les informations mentionnées dans cette section peuvent être confirmées par la base de données cinématographiques IMDb,  présente dans la section « Liens externes ».
- Titre original : Oscuro Deseo
- Titre français : Sombre Désir
- Création : Leticia López Margalli
- Réalisation : Pitipol Ybarra et Kenya Márquez
- Scénario : Leticia López Margalli, Nayura Aragon, Gennys Pérez
- Casting : Denise Mazarrasa
- Direction artistique : Verónica Velasco et Natasha Ybarra-Klor
- Costumes : Lorena Tinoco
- Photographie : Juan Pablo Ojeda, Jeronimo Rodriguez-Garcia
- Son : Martin Hernandez
- Montage : Juan Pablo Ojeda et Jerónimo Rodriguez
- Musique : Giovanni Rotondo
- Production : Argos Producción
  - Production déléguée : Patricia Benítez Laucin
- Sociétés de production : Netflix
- Sociétés de distribution (télévision) : Netflix
- Pays d'origine :  Mexique
- Langue originale : espagnol
- Format : couleur
- Genre : thriller, drame, suspense
- Durée : 30 – 40 minutes
- Date de première diffusion :
  - Monde: 15 juillet 2020 sur Netflix
- Classification : déconseillé aux moins de 16 ans

Adaptation
Version française
- Société de doublage : Imagine
- Direction artistique : 
  - Julien Kramer (saison 1)
  - Sara Chambin (saison 2)
- Adaptation des dialogues : 
  - Benoit Berthezne (saison 1)
  - Françoise Ménébrode (saison 2)
- Mixage audio :
  - Corentin Calarnou (saison 1)
  - Cédric Chaillou (saison 2)
- Enregistrement sonore : 
  - Maxime Le Page (saison 1)
  - Élise Giffard (saison 2)
- Gestion de projet : 
  - Juliette Gootjes (saison 1)
  - Sylve Soulié (saison 2)

 Source et légende : version française (VF) sur RS Doublage

## Épisodes
| Saisons | Saisons | Épisodes | Diffusion originale |
| ------- | ------- | -------- | ------------------- |
|         | 1       | 18       | 15 juillet 2020     |
|         | 2       | 15       | 2 février 2022      |

### Saison 1 (2020)
La première saison est mise en ligne le 15 juillet 2020.
| №  | #  | Titre français                                                  | Titre original                                      | Première diffusion |
| -- | -- | --------------------------------------------------------------- | --------------------------------------------------- | ------------------ |
| 1  | 1  | Juste du sexe                                                   | Es solo sexo                                        | 15 juillet 2020    |
| 2  | 2  | Une dernière nuit d'amour                                       | Una última noche de pasión                          | 15 juillet 2020    |
| 3  | 3  | Ce truc stupide que l'on appelle l'amour                        | Eso que los normales llaman amor                    | 15 juillet 2020    |
| 4  | 4  | L'amour, ce mot                                                 | Pero el amor, esa palabra                           | 15 juillet 2020    |
| 5  | 5  | Que sait-tu de Dario Guerra ?                                   | ¿Qué sabes acerca de Darío Guerra?                  | 15 juillet 2020    |
| 6  | 6  | Le bon vieux temps                                              | ¿Extrañado los viejos tiempos?                      | 15 juillet 2020    |
| 7  | 7  | La mauvaise femme                                               | Te metiste con la mujer equivocada                  | 15 juillet 2020    |
| 8  | 8  | Le cœur révélateur                                              | El corazón delator                                  | 15 juillet 2020    |
| 9  | 9  | Un jeu de miroirs malsain                                       | Un perverso juego de espejos                        | 15 juillet 2020    |
| 10 | 10 | La beauté de la mort instantanée                                | Esa instantánea muerte es bella...                  | 15 juillet 2020    |
| 11 | 11 | Les apparences sont trompeuses                                  | Nada es lo que parece                               | 15 juillet 2020    |
| 12 | 12 | On a fait tellement d'erreurs                                   | Nos hemos equivocado tanto                          | 15 juillet 2020    |
| 13 | 13 | Tu es une victime innocente                                     | Tú solo fuiste una inocente víctima                 | 15 juillet 2020    |
| 14 | 14 | Deux vérités. Un mensonge.                                      | Dos verdades y una mentira                          | 15 juillet 2020    |
| 15 | 15 | On n'a jamais parlé d'amour                                     | Nunca hablamos de amor                              | 15 juillet 2020    |
| 16 | 16 | Apocalypse 21:8... Le feu brûle s'est allumé dans leur courroux | Apocalipsis 21:8... El fuego es encendido en su ira | 15 juillet 2020    |
| 17 | 17 | On tue ce qu'on aime                                            | Matamos lo que amamos                               | 15 juillet 2020    |
| 18 | 18 | La réponse a toujours été là                                    | La respuesta siempre estuvo ahí...                  | 15 juillet 2020    |

### Saison 2 (2022)
La deuxième saison est mise en ligne le 2 février 2022.
| №  | #  | Titre français              | Titre original                       | Première diffusion |
| -- | -- | --------------------------- | ------------------------------------ | ------------------ |
| 19 | 1  | Éros et Psyché              | Eros y Psique                        | 2 février 2022     |
| 20 | 2  | Sans issue                  | De algo así no se escapa nunca       | 2 février 2022     |
| 21 | 3  | La fuite de soi             | Nadie puede huir de sí mismo         | 2 février 2022     |
| 22 | 4  | L'autre                     | El otro                              | 2 février 2022     |
| 23 | 5  | En terrain glissant         | Caminar sobre las brasas             | 2 février 2022     |
| 24 | 6  | Tes yeux, mon miroir        | Siempre fuiste mi espejo             | 2 février 2022     |
| 25 | 7  | Un coktail explosif         | Un coctel peligroso                  | 2 février 2022     |
| 26 | 8  | Les rumeurs mentent         | No creas nada de lo que escuches     | 2 février 2022     |
| 27 | 9  | Ta pire ennemie             | Te has convertido en tu peor enemiga | 2 février 2022     |
| 28 | 10 | À chacun son interprétation | Cada quien lee su propia historia    | 2 février 2022     |
| 29 | 11 | Mais qui es-tu vraiment ?   | ¿Quién #%& eres en verdad?           | 2 février 2022     |
| 30 | 12 | Les jumeaux                 | Los mellizos                         | 2 février 2022     |
| 31 | 13 | Un triangle trop parfait    | Un perfecto triángulo insoportable   | 2 février 2022     |
| 32 | 14 | Rien que toi                | Siempre fuiste tú                    | 2 février 2022     |
| 33 | 15 | Affronter ses démons        | Enfrentar la oscuridad...            | 2 février 2022     |

## Nominations et récompenses
| Année | Prix                       | Catégorie                 | Nommée        | Résultats | Ref.  |
| ----- | -------------------------- | ------------------------- | ------------- | --------- | ----- |
| 2020  | GQ Premios Hombres del Año | Actrice préférée          | Maite Perroni | Gagnante  | [ 7 ] |
| 2021  | Prêmios BraTipo            | Série préférée de Netflix | Sombre désir  | Gagnant   | [ 8 ] |